# ناتانیل کرسویک

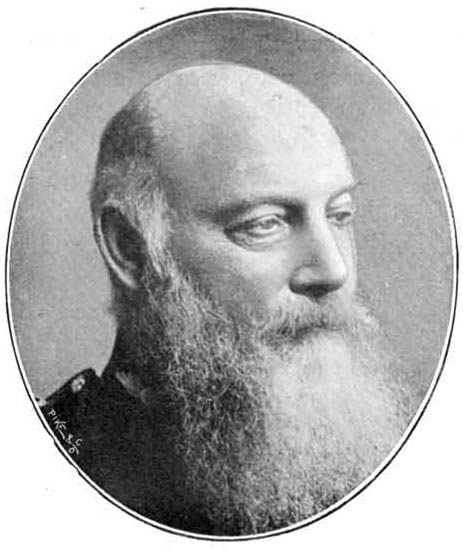
ناتانیل کرسویک - حوالی سال ۱۹۱۷

ناتانیل کرسویک (انگلیسی: Nathaniel Creswick; ۳۱ ژوئیهٔ ۱۸۳۱ – ۱ اکتبر ۱۹۱۷) بازیکن فوتبال اهل پادشاهی متحد بریتانیای کبیر و ایرلند بود.
از باشگاه‌هایی که در آن بازی کرده‌است می‌توان به باشگاه فوتبال شفیلد اشاره کرد.